# Cykelbyxor
Cykelbyxor är en typ av byxor av elastiskt material, ofta slutar de strax ovanför knät. De är framför allt avsedda för cyklister i olika sammanhang. Cykelbyxor bärs i regel närmast kroppen direkt mot huden utan några underkläder.
Cykelbyxor användes från början bara av tävlingscyklister, men kring 1990 var det modernt att bära cykelbyxor och de har sedan dess fortsatt att användas av många människor, numera dock inte i vardagslag utan bara vid motion och idrott eller vid jobbpendling per cykel. En del av de byxor som såldes som cykelbyxor när sådana var moderna, var dock tekniskt sett snarare att definiera som tights.
Cykelbyxans användbara egenskaper är: minskat vindmotståndet och ökad aerodynamisk effektivitet; skyddar huden mot den upprepade friktionen av benen mot cykelsitsen eller ramen;  
fastna inte i cykelkedjan eller andra delar av cykeln; minskar vikten och förbättra komforten under långa turer med extra stoppning i sittdelen (kallad cykeldyna).
Cykelbyxor finns både som kortbyxor och långbyxor. För sportbruk är det vanligt med en modell av hängseltyp.